# Район Мідорі (Йокогама)
35°30′45″ пн. ш. 139°32′17″ сх. д. / 35.51250° пн. ш. 139.53806° сх. д.
Райо́н Мідо́рі (яп. 緑区, みどりく, МФА: [mʲidoɾʲi ku̥], «Зелений район») — район міста Йокогама префектури Канаґава в Японії. Станом на 1 квітня 2009 площа району становила 25,52 км². Станом на 1 липня 2011 населення району становило 177 390 осіб.

## Освіта
- Токійський технічний університет (додатковий кампус)